# Platysteira
Platysteira és un gènere d'ocells de la família dels platistèirids (Platysteiridae). Les espècies es distribueixen per l'Àfrica subsahariana.

## Taxonomia
Segons la Classificació del Congrés Ornitològic Internacional (versió 15.1, 2025) aquest gènere està format per 11 espècies:
- batis d'ulleres grises (Platysteira hormophora).
- batis d'ulleres rosades (Platysteira castanea).
- batis d'ulleres carunculades (Platysteira tonsa).
- batis celluda de banda ampla (Platysteira laticincta).
- batis celluda de banda prima (Platysteira peltata).
- batis celluda frontblanca (Platysteira albifrons).
- batis celluda gorja-morada (Platysteira cyanea).
- batis d'ulleres ventre-roja (Platysteira concreta).
- batis d'ulleres de Blissett (Platysteira blissetti).
- batis d'ulleres collnegra (Platysteira chalybea).
- batis d'ulleres de Jameson (Platysteira jamesoni).

Segons alguns autors, els coneguts com "batis d'ulleres", pertanyen en realitat a un gènere diferent: Dyaphorophyia (Hartlaub, 1857).